# Luxor Egypt
Pour plus de détails, voir Fiche technique et Distribution.
Luxor Egypt est un documentaire américain sorti en 1912, réalisé par Sidney Olcott. Tourné à Luxor, en Égypte, durant l'hiver 1912.

## Fiche technique
- Réalisation : Sidney Olcott
- Scénario :
- Production : Kalem
- Directeur de la photo : George K. Hollister
- Décors :
- Longueur :
- Date de sortie :
- Distribution :

## Anecdotes
Le film a été tourné à Luxor, en Égypte, dans les rues de la ville, au marché et sur les rives du Nil.